# Козьма Прутков
Козьма́ Петро́вич Прутко́в — колективний псевдонім, фіктивний автор афоризмів, вигаданий Олексієм Костянтиновичем Толстим і його двоюрідними братами Олексієм, Олександром та Володимиром Жемчужниковими наприкінці авторитарного режиму російського царя Миколи I.
Сатиричні вірші, афоризми Козьми Пруткова в журналах «Современник», «Іскра» та ін. в 50—60 рр. 19 ст. і його образ як такий висміювали розумовий застій, політичну «добромисність», пародіювали літературне епігонство.

## З «Біографічних відомостей про Козьму Пруткова»
Козьма Петрович Прутков все своє життя, крім років дитинства і раннього отроцтва, перебував на державній службі: спочатку у військовому відомстві, потім у цивільному. Він народився 11 квітня 1803 року, помер 13 січня 1863 року.
1820 року він розпочав військову службу, тільки для мундира і пробув на цій службі лише трохи більше, ніж два роки, в гусарах.
Вступивши в Пробірну Палатку 1823 року, він залишився в ній до смерті. Начальство відзначало та нагороджувало його. В цій Палатці він здобув усі цивільні чини, до дійсного статського радника включно, і найвищу посаду: директора Пробірної Палатки; а потім — і Орден Святого Станіслава 1-го ступеня.